# Albert Hofer

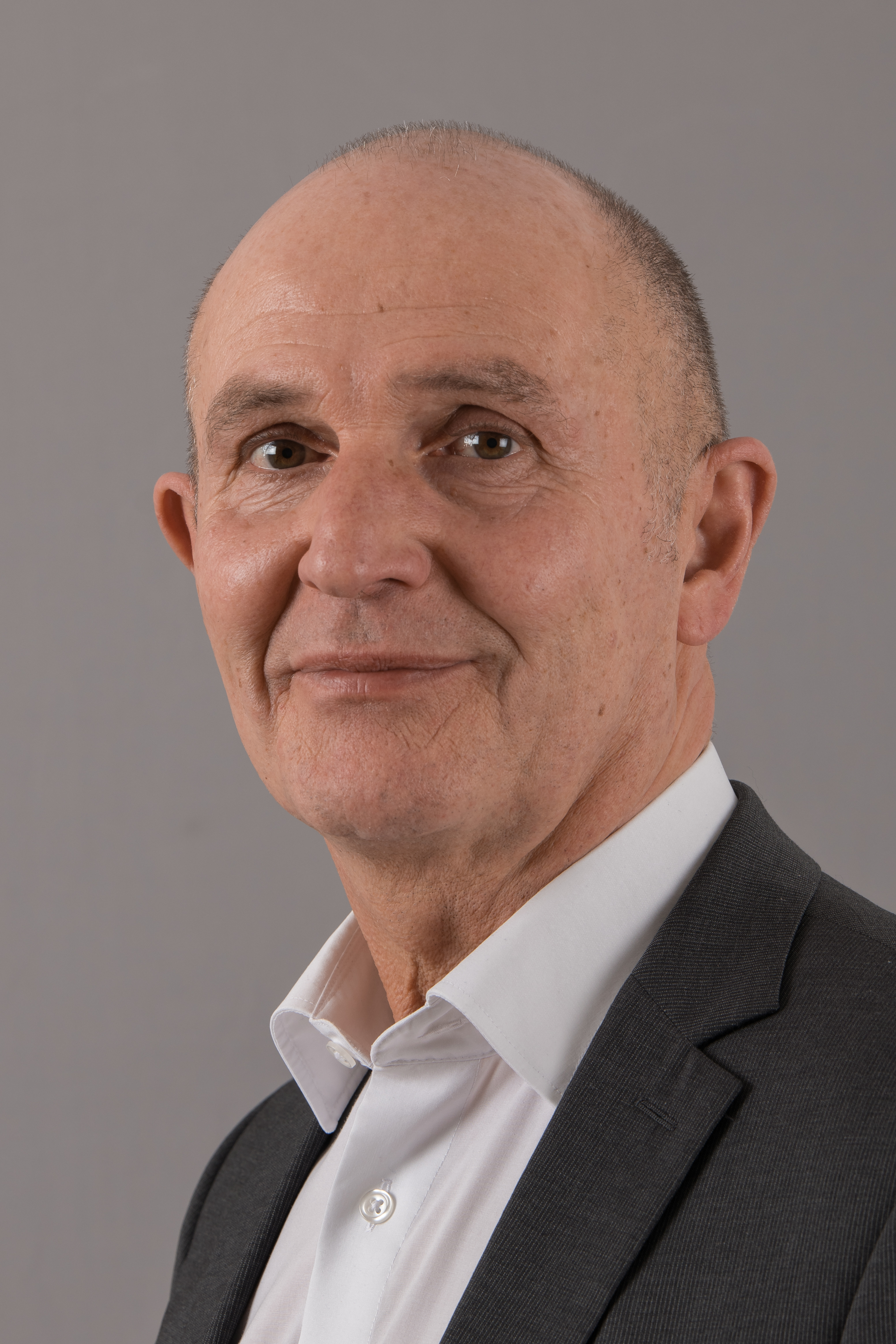
Albert Hofer (2017)

Albert Hofer (* 19. März 1957 in Lustenau) ist ein österreichischer Politiker (ÖVP). Er war von 1999 bis 2019 Abgeordneter zum Vorarlberger Landtag.

## Ausbildung und Beruf
Albert Hofer wurde am 19. März 1957 als Sohn von Albert und Lydia Hofer in der Marktgemeinde Lustenau geboren. Er besuchte die Volksschule in Lustenau-Rheindorf und das Privatgymnasium Mehrerau in Bregenz, wo er im Jahr 1975 maturierte. Anschließend studierte Hofer von 1975 bis 1980 Betriebswirtschaftslehre an der Universität Innsbruck und schloss sein Studium im Jahr 1980 mit dem akademischen Grad Magister rerum socialium oeconomicarumque (Mag. rer.soc.oec), also als Magister der Sozial- und Wirtschaftswissenschaften, ab.
Direkt nach Beendigung seines Studiums wurde Albert Hofer Sekretär des ÖVP-Landtagsklubs im Vorarlberger Landtag. Im Jahr 1991 stieg er zum Klubdirektor des ÖVP-Landtagsklubs auf. 1992 wurde er in den Landesdienst aufgenommen, ab 1993 war er Beamter des Landes Vorarlberg und trug als solcher zuletzt den Amtstitel Hofrat. Mit Ende September 2020 trat er als Klubdirektor in den Ruhestand.

## Politischer Werdegang
Parteimitglied der Österreichischen Volkspartei wurde Albert Hofer im Jahr 1980 durch den Beitritt zum Österreichischen Arbeitnehmerinnen- und Arbeitnehmerbund (ÖAAB), einer Teilorganisation der ÖVP. Im selben Jahr wurde er Mitglied der ÖVP-Bezirksleitung im Bezirk Dornbirn sowie Mitglied der Landesparteileitung der Vorarlberger Volkspartei. Das erste Wahlmandat übernahm Albert Hofer am 10. Mai 1985, als er nach der Gemeindevertretungswahl Mitglied der Lustenauer Gemeindevertretung wurde. 1993 bis 1995 war er nur mehr Ersatzmitglied der Gemeindevertretung, ebenso seit der Gemeindevertretungswahl im Jahr 2000.
Am 20. Oktober 1999 wurde Albert Hofer nach der Landtagswahl in Vorarlberg 1999 erstmals als Abgeordneter des Wahlbezirks Dornbirn im Vorarlberger Landtag angelobt. Er folgte dabei als Nachrückerkandidat auf Landesrat Manfred Rein nach. In der Folge wurde Hofer bei den Landtagswahlen 2004, 2009 und zuletzt 2014 jeweils wiedergewählt. Im Landtag der 30. Legislaturperiode war er Bereichssprecher des ÖVP-Landtagsklubs für Wohnbau und Wohnbauförderung sowie Finanzen.
2012 kam es zu einer Kontroverse, nachdem Albert Hofer 2011 in Lustenau ein Grundstück erworben hatte, das nur zum Teil als Bauland gewidmet war und daher einen Antrag auf Umwidmung stellte. Dieser Umwidmungsantrag wurde ungewöhnlich schnell innerhalb von vier Tagen Ende 2011 behandelt und positiv beschieden, während noch 2010 der Voreigentümer des Grundstücks mit einem entsprechenden Umwidmungsantrag gescheitert war. Die Landtags-Opposition kritisierte die rasche Umwidmung zugunsten Hofers und die Intransparenz der Entscheidungsfindung in der zuständigen Marktgemeinde als Behörde.
Nach der Landtagswahl 2019 schied Hofer als Abgeordneter aus dem Landtag aus.

## Privatleben
Albert Hofer ist verheiratet mit Christine und lebt in Lustenau und ist Vater von zwei Töchtern und einem Sohn.